# ウサギ跳び

おおまかなフォーム

ウサギ跳び（ウサギとび）は、1970年代ごろまで日本で広く行われていた筋力トレーニング法の一つ。足腰を鍛えるトレーニングとして体育指導者に好まれていたが、1980年代以降はトレーニング効果がなく故障のリスクが高いと周知されて廃れた。スポ根漫画や体育会系部活動での猛特訓・根性論の象徴であり、昭和世代ならば『巨人の星』を連想する者も多い。

## やり方
体の後ろで両手を組み、しゃがんで膝を鋭角にし、踵は上げ、腰を落としたまま前方へピョンピョンと跳んでゆく。
ウサギは体を前に傾けて体重を乗せながら進むため、ウサギの跳びかたとは異なる。
コツとしては、上下に跳ねるのではなく、力を抜いて膝が腰より低くなるのを意識しながら体重を前へ乗せてゆくことにより、膝や足首への負担を減らすことができる。

## 弊害
ウサギ跳びはトレーニング効果が無いうえに様々な故障の原因となり得るため「百害あって一利なし」と言われている。
まずトレーニング効果の面で見ると、これほど膝を深く曲げて踏ん張るような状況は種目を問わずほとんどなく、足腰の鍛錬にはならない。瞬発力が付く機能的なトレーニングとは言えない。
次に危険性の面で見ると、肘や膝の関節は90°に曲げた時に最も強度があるが、ウサギ跳びの着地時に膝は35〜40°まで曲がって姿勢を保持する大腿四頭筋類の働きが弱まり、そこへ片膝あたり体重の1.5倍もの力が瞬間的にかかる。これにより、膝を中心とした様々な故障を引き起こし得る。
- 膝下の腓骨の疲労骨折につながり得る[3]。
- 膝の軟骨を傷め得る[7]。
- 膝が内側に向く「ニーイン」を起こしやすい動作のため、半月板の損傷につながりやすい[8]。
- 骨や筋が未発達な成長期の場合、膝の骨が出てくるオスグッド・シュラッター病や、靭帯の緩みにつながり得る[1]。

## 歴史
ウサギ跳びは元は口伝で広まり、戦前の学校教育や軍隊の教練で行われていた。戦後も長い間、筋力トレーニングの定番となっていたが、それは器具を揃えづらい時代背景の下、ウサギ跳びは自重だけでできるという事情もあった。しかし1972年のミュンヘン五輪を境に、筋肉量を重視する声が高まり、ウサギ跳びによる故障の報告も相次いで、スポーツ科学や医学の面からウサギ跳びは否定され始めた。
1978年には夏休み練習をしていた静岡市立長田南中学校の野球部員がコーチの指示で2キロメートルのウサギ跳びをやらされ、15名が腓骨の膝側を骨折するという事件があり、これを知った文部省がウサギ跳びの禁止を検討すると発表したことがあった。（なお、2002年時点において文科省の学習指導要領はウサギ跳びを推奨も禁止もしていない。）
1970年代末には、ウサギ跳びが疲労骨折の原因になることはスポーツ医学界での定説となり、海外からトレーニング機器や合理的なトレーニング方法の知識も入るようになったこともあり、1980年代以降、ウサギ跳びの禁止が呼びかけられるようになり、1990年代末にはほとんど見られなくなった。